# Arsakes (Pontos)
Arsakes von Pontos lebte im 1. Jahrhundert v. Chr. und war kurzzeitig Herrscher über das Königreich Pontos.
Arsakes war der zweite Sohn und das jüngste Kind des Königs Pharnakes II. und dessen sarmatischer Frau. Er hatte zwei ältere Geschwister, einen Bruder namens Dareios und eine Schwester namens Dynamis. Seine Großeltern väterlicherseits waren der pontische König Mithridates VI. und dessen erste Frau, seine Schwester Laodike. Arsakes wuchs im Königreich Pontos und im benachbarten Bosporanischen Reich
auf.
Nach dem griechischen Historiker Strabon wurden Dareios und Arsakes von einem Rebellenkommandanten, der ebenfalls den Namen Arsakes trug, über einen gewissen Zeitraum hinweg bewacht, als dieser eine Festung hielt, die von Polemon und Lykomedes von Komana belagert wurde.
Später wurde Dareios vom Triumvirn Marcus Antonius 39 v. Chr. als Herrscher über Pontos eingesetzt. Seine Regierungszeit als König war kurz, da er bereits 37 v. Chr. starb. Ihm folgte sein Bruder Arsakes nach. Allerdings war Arsakes’ Herrschaft von sehr kurzer Dauer, da er bereits früh starb, wahrscheinlich bereits im selben Jahr. Sein Nachfolger wurde Polemon.